# Валенији де Мунте
Валени де Мунте (рум. Vălenii de Munte) град је у у средишњем делу Румуније, у историјској покрајини Мунтенија. Има статус града у округу Прахова.
По попису из 2002. у граду је живело 13.309 становника.

## Географија
Валени де Мунте је Град у Округу Прахова, смештен у северном делу покрајине Мунтеније, Румунија са популацијом од 12.257 мештана. Налази се у долини Валени де Мунте, долином Телеажеана на 98 км северно од Букурешта, на 28 километара северно од Плоештија и на 89 километара југо источно од Брашова. Простире се дужином од пет километара. У град се стиже путем ДН1А Букурешт-Плоешти-Брашов. Валени де Мунте су били резиденција историчара Николае Јорге, и ту се налази његова меморијална кућа која је сад музеј. Дан града је 9. мај. У зони су нађени археолошки остаци чак из доба палеолита.
Град се образовао у области Карпата, на приближно 350 метара надморске висине. Кроз град протиче река Телеажен.

## Историја
Валени де Мунте су током свог постојања испунили све функције једног града: главни град округа, царина, пијаца, резиденција Телеажеана, политички и културни центар рејона . Место се споминје први пут званично у једној поруци Дан-а другог из 1431. Првог октобра 1437, је жабележена присутност Штефана Великог код "Тврђаве Телеажеана", где сече главе Радуу Лепом, узима у ропство жене и пали Тврђаву. Године 1537, Александру други повећава имовину синова попа Неагое "преко долине Валени“. Године 1580, Михнеа Турчитул повећава имање Албина, која је достизала до границе са Валени де Мунте. Године 1581 исто Михнеа Турчиту спомиње имања у атару Беревојешти данас један кварт у Валени де Мунте. 
Године 1608, Раду Шербан додељује Черники и његовој супрузи Киажни села Предеал, Сарари, Валени и Беревојешти, које дели напола са манастиром из Градишта. Од 1645. године датира прво документарно сведочанство о округу Сакуени са седиштем у Валени де Мунте, одакле се сели у Буков 1781. Године 1648, Мирон Костин наводи у својој хроници Валени де Мунте између градова Влашке. Године 1794, трговци града су у судском процесу са игуманима манастира Школа из Валени де Мунте, због регулисања њиховог статуса. Спомиње се 1794. године у документима "господска пијаца Валени де Мунте", и постојање једног плаћеног учитеља у Школи у Валени де Мунте. 
Године 1832, Валени де Мунте броје 518 домаћинстава (са 2590 душа). Године 1848, Николае Балческу је из редова мештана регрутовао комесаре за пропаганду Давид Алмажану, И. Д. Петреску и Јон Герасим Горжан. На завршетку двадесетог века, Валени де Мунте је било урбано место, формирано од катуна Валени, Турбуреа, и Валеа Гардулуи, са преко 3000 мештана. Било је седиште зоне Телеажеан, са апотеком, болницом, телеграфкском станицом и поштом. Школа на грчком језику поред градске катедрале је функционисала 1830, као и редовна школа, предвођена 1839, од Давида Алмашануа, и која је имала 139 ученика. Још су постојале једна мушка и једна женска школа. У граду је било шест цркава, од којих су споменуте у Великом Географском Речнику Румуније, црква Беревојешти, Барчени, катедрала града (бивши манастир под управом Свете горе) и црква Свети Јоан.
Историчар Николае Јорга се сместио овде године 1907, да би у јулу 1908. отворио Народни Универзитет који данас носи његово име "Николае Јорга". Универзитет сваке године држи предавања посвећена румунској националној кутури, као и култури Румуна у расејању.
Године 1925, град је имао 3723 мештана, будући и дање седише регије Телеажеан. Године 1950 постаје један од рејона регије Прахова и, напослетку, после 1952, регије града Плоешти. Године 1968, губи функције секундарног административног центра, после реформе администрације, постајући један од нових градова Округа Прахова.

## Становништво
У односу на попис из 2002., број становника на попису из 2011. се смањио.
| 1966. | 1977.  | 1992.  | 2002.  | 2011.  |
| ----- | ------ | ------ | ------ | ------ |
| 7.380 | 10.508 | 13.689 | 13.898 | 12.257 |

У граду има највише Румуна, те мали проценат Рома.

## Галерија
- Главни градски булевар
- Панорама града
- Стара градска кућа
- Градска спортска дворана